# جانین دیویتا
جانین دیویتا (به انگلیسی: Janine DiVita) بازیگر آمریکایی است.
از فیلم‌های معروف او می‌توان به بازی در فیلم بویچویر اشاره کرد.